# 古モンゴロイド

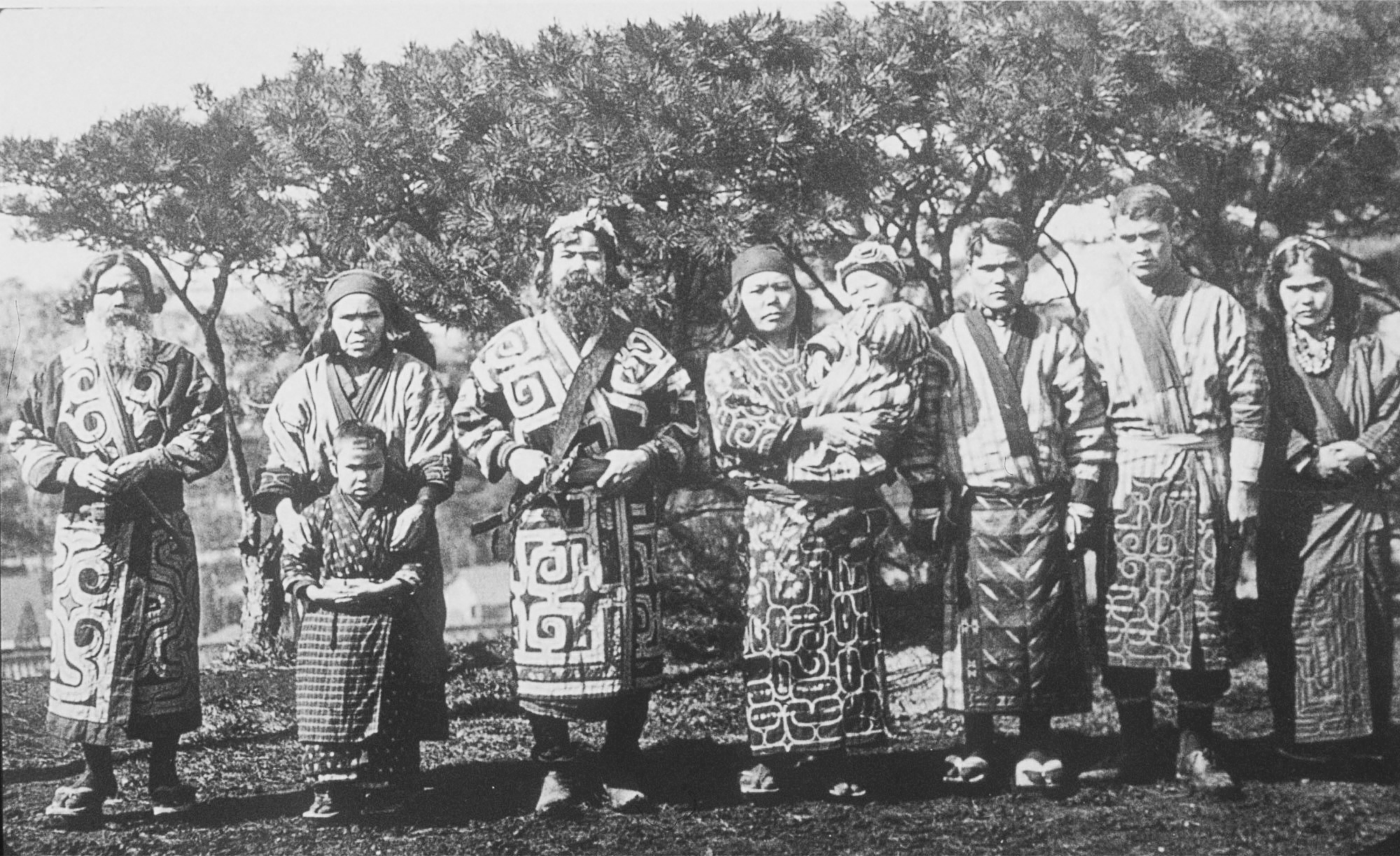
北方系古モンゴロイドのアイヌ

古モンゴロイド（こモンゴロイド、旧モンゴロイド、英: proto-Mongoloid）は、W・W・ハウエルズによるモンゴロイドを新モンゴロイドと古モンゴロイドとへ分類した後者を指す。アジアのモンゴロイドを形質的特長から新・古に分けた概念である。進化の程度が新・古という意味ではなく寒冷地適応を経ているか否かの違いを表した分類である。
日本では埴原和郎や尾本恵市らが用いている。

## 概要
新モンゴロイドは、氷期の北アジアで寒冷適応した結果、凹凸の少ない顔立ち、一重まぶたにみられる蒙古ひだなどの体質的特徴を有するのに比べ、古モンゴロイドは一般には比較的小柄で、二重のまぶたや、厚い唇、湿った耳垢、などの特徴を持っているとされた。
日本においては長らく、縄文時代の住民（縄文人）は主に古モンゴロイド系であったと言われるが、その後に朝鮮半島と北東アジアから渡来した新モンゴロイドと混血をした結果、現在の日本人の新モンゴロイドと古モンゴロイドの特徴が混在する形質が形成されたとする混血説や、弥生時代頃の渡来民が、それまで日本列島に住んでいた縄文時代人をほとんど絶滅させたか、あるいは辺境の地へ追いやってしまい、代わりに自分たちが日本列島の大部分を占めるようになったとする置換説、日本列島の先住民が環境の変化で変形したとする変形説があった。1991年の埴原和郎の二重構造説の登場以降、混血説が最もポピュラーとなった。
縄文人(北方系古モンゴロイド)と南東アジア人(南方系古モンゴロイド)の関係性についてはこれまで考えられていたより古い時代に他の東アジア人集団から孤立し、独自の進化をとげた集団であるとする説などがある。
現代の遺伝子解析では縄文人は東/東南アジア人から遠く離れて孤立しておりむしろ新モンゴロイドとされた弥生人の方が東南アジア人に近い。
縄文人/アイヌは東ユーラシア系統から少なくとも30000年前に分岐しており恐らくモンゴロイドの成立前であるためそもそもモンゴロイドではない可能性もある。

## 遺伝子
Y染色体で見ると、北方系古モンゴロイドにて最多を占めるハプログループD1a2a系統と、モンゴロイドにて最多を占めるハプログループO系統、北方系新モンゴロイドのテュルク系とモンゴル系やツングース系にて最多を占めるハプログループC2系統では分岐から7万年以上もの時を経ている。
北方系古モンゴロイドを特徴付けるハプログループD1a2a系統の祖先であるハプログループDEは、全ユーラシア人の共通祖先であるハプログループCTから早期に分岐したため、E系統以外のユーラシア系とは分岐してから7万年以上の時間を経ている。比較的近縁なE系統とも7万年ほど前に、最も近縁であるD1a2b系統とも5万年以上前に分岐しているため、5万年以内に共通祖先を持つ系統が無く、非常に独立的であると言える。
その一方、新モンゴロイドの主要系統であるハプログループO2系統は、コーカソイド系で最多を占めるハプログループR系統とは約4万年程前に分岐したため、これに従うと新モンゴロイドは北方系古モンゴロイドよりコーカソイドのほうが近いということになる。
ただし、人種を反映する形態形質は、父系のY染色体ハプログループのみでなく、母系のミトコンドリアDNAハプログループとも相関性があること（古モンゴロイドに特徴的な母系のハプログループとしては、ハプログループM7aなどがある）、さらに多くのY染色体ハプログループの系統が同一集団として同じ人種を形成した（遺伝子の系統と集団の系統が一致しない）ため、形質とY染色体ハプログループの系統は一致しない場合が多い。
南方系古モンゴロイドを特徴付けるハプログループ O1系統は、東南アジアを中心に分布している。

## 区分
- 北方系古モンゴロイド
  - アイノイド：日本列島（縄文人の系統）。角張った顔付きで目がくぼみ、彫りが非常に深い。皮膚の色は淡褐色。全体に毛深く、特に眉毛が濃い。アイヌは典型的なアイノイドだがオホーツク文化人経由で新モンゴロイド（旧アジア人種）の影響が認められ、琉球人はアイノイドと新モンゴロイドの5：5の混血[5]である。大和民族・和人はアイノイドと新モンゴロイドの3：7(縄文人ゲノム約32%)の混血[6]である。なおこの割合は、北海道縄文人ゲノムの割合であり、琉球人の場合南九州縄文人ゲノムの割合は高くなると予想される。
- 南方系古モンゴロイド
  - インドシナ人種：中国南部～インドシナ半島などに分布する。丸顔で顔の幅が広く、鼻が低い。唇が厚い。皮膚の色は淡褐色〜濃褐色で比較的小柄な者が多い。タイ人（シャム人）、クメール人、モン人(Mon)、チャム人などが代表的。
    - インドネシア・マレー人種：インドシナ人種とオーストラロイドとの混血人種であり、混血の程度に応じて形質は多様。台湾原住民、マレー人が代表的。
      - ポリネシア人種 ：インドネシア・マレー人種とオースラロイドの混血人種でポリネシア人、ミクロネシア人、マオリ人などが代表的。ミクロネシア人は比較的小柄だが、ポリネシア人はかなり大柄で筋骨が発達しており、モンゴロイド的特徴は薄い。